# قضيبية حمض الأكساليك الحدائقية
قضيبية حمض الأكساليك الحدائقية (الاسم العلمي: Oxalicibacterium horti) هي نوع من البكتيريا، سلبية الغرام، تتبع القضيبيات حمض الأكساليك.